# Alas (Ostkobalima)
Alas ist ein indonesisches Desa („Dorf“) im Distrikt (Kecamatan) Ostkobalima (Kobalima Timur) auf der Insel Timor.

## Geographie
Alas liegt im Zentrum des Distrikts Ostkobalima (Regierungsbezirk Malaka, Provinz Ost-Nusa Tenggara). Nördlich liegt das Desa Kotabiru, südlich das Desa Südalas (Alas Selatan), westlich der Distrikt Kobalima und im Osten grenzt Alas an den Nachbarstaat Osttimor.
Das Verwaltungszentrum des Distrikts befindet sich in Alas.

## Einwohner
2010 lebten in Alas 1.590 Menschen. Sie gehören mehrheitlich zur Ethnie der Bunak. Die meisten Bunak sind Nachkommen von Flüchtlingen, die das osttimoresische Maucatar verließen, als es 1916 von den Niederländern an die Portugiesen abgegeben wurde.